# Opius antrimensis
Opius antrimensis är en stekelart som beskrevs av Fischer 1965. Opius antrimensis ingår i släktet Opius och familjen bracksteklar. Inga underarter finns listade i Catalogue of Life.